# Fred Bohanan
Fred Bohanan (* 29. November 1907; † 15. Juni 1980 in North Hollywood, Kalifornien) war ein US-amerikanischer Filmeditor.

## Leben
Bohanan begann 1956 seine Tätigkeit im Bereich Filmschnitt. In jenem Jahr war er als Schnittassistent an dem Film Giganten beteiligt und wurde zusammen mit seinen Kollegen Philip William Anderson und William Hornbeck für den Oscar in der Kategorie Bester Schnitt nominiert. Im Anschluss war er bis in die 1960er-Jahre hinein bei einigen Folgen verschiedener Fernsehserien als Editor beteiligt. Zuletzt arbeitete er 1971 an dem Film Mrs. Pollifax-Spy.